# Priscilla, reina del desierto (musical)
Priscilla, reina del desierto es un musical jukebox con libreto de Stephan Elliott y Allan Scott, y un repertorio de canciones formado por éxitos del pop y la música disco. Basado en la película de 1994 Las aventuras de Priscilla, reina del desierto, su trama central se desarrolla en torno a dos drag queens y una mujer trans de Sídney que son contratadas para actuar en un remoto resort de Alice Springs, en pleno desierto australiano. Mientras se dirigen a su destino a bordo de un autobús apodado Priscilla, los tres amigos se encontrarán con diversos personajes y vivirán todo tipo de aventuras y dificultades, incluyendo incidentes de homofobia, a la par que consolidan su relación y descubren nuevos horizontes.
El espectáculo se estrenó en 2006 en el Lyric Theatre de Sídney y posteriormente también ha podido verse en el  West End londinense, en Broadway y en numerosas ciudades a lo largo de todo el mundo.

## Argumento

### Acto I
La drag queen Mitzi Mitosis, cuyo nombre fuera del escenario es Anthony «Tick» Belrose, se encuentra actuando en un club de Sídney («It's Raining Men») cuando su mujer Marion, de la que lleva años separado, le llama por teléfono para pedirle un favor. Mientras Tick atiende la llamada en su camerino, otra drag queen de nombre Miss Understanding entretiene al público con su propio número («What's Love Got to Do With It?»). Marion le cuenta a Tick que necesita una actuación para varias semanas en el hotel que regenta en Alice Springs. Al principio Tick se muestra reacio a desplazarse hasta tan lejos, pero Marion le confiesa que existe otra razón por la que quiere que vaya a Alice Springs: Benji, el hijo de seis años que tienen en común, quiere conocer a su padre («I Say A Little Prayer»). Tick acepta el trabajo y deja el club en manos de otra compañera llamada Farrah.
Antes de partir hacia Alice Springs, Tick llama a su amiga Bernadette, una mujer trans ya retirada del mundo del espectáculo, para pedirle que le acompañe, pero ella le informa de que su marido, Trompeta, acaba de fallecer. Los dos se reúnen en el funeral («Don't Leave Me This Way») y Bernadette acepta la propuesta. Tick y Bernadette van a ver actuar a Felicia, otra drag queen cuyo nombre fuera del escenario es Adam y a la que Tick ha pedido que se una a ellos («Material Girl»). El estilo arrogante y provocador de Adam no gusta a Bernadette y los dos empiezan con mal pie. Aun así, el trío se hace con un viejo autobús al que apodan Priscilla y se adentran en el desierto australiano rumbo a Alice Springs («Go West»). Durante el viaje se entretienen cantando canciones de Madonna («Holiday»/«Like a Virgin») y Bernadette tiene que sufrir los continuos ataques de Adam, quien se burla de ella y no deja de hacer bromas tránsfobas sobre su pasado. Tick les dice a sus amigos que el motivo de ir a Alice Springs es echarle un cable a Marion, ocultándoles la existencia de Benji y su deseo de conocerlo («I Say A Little Prayer (Reprise)»).
El trío llega a Broken Hill y deciden ir a divertirse a un bar del pueblo con Tick y Adam vestidos de drag queens. Allí son insultados por una mujer local llamada Shirley, pero Bernadette se enfrenta a ella y consigue que todo el bar se una a su fiesta («I Love the Nightlife»). Sin embargo, cuando se disponen a marcharse, descubren que alguien ha hecho pintadas homófobas en uno de los laterales del autobús. Tick se muestra especialmente afectado y sus amigos tratan de consolarlo («True Colors»).
De vuelta a la carretera, Adam practica su actuación de lip sync subido en un zapato de tacón gigante sobre el techo del autobús («Follie! Delirio vano è questo! Sempre libera»). A la mañana siguiente, Priscilla sufre una avería y los tres amigos se quedan tirados en medio del desierto. Mientras esperan a que venga alguien a socorrerlos, Adam les anima a pintar el autobús de color lavanda para borrar los insultos homófobos («Colour My World») y el trío decide ensayar uno de sus números («I Will Survive»). En plena actuación, las drag queens conocen a Jimmy, un simpático aborigen que viene acompañado de un grupo de turistas, y a Bob, un mecánico de un pueblo cercano que accede a echarles una mano.

### Acto II
El segundo acto se abre con un grupo de granjeros celebrando su estilo de vida rural en el bar del pueblo («Thank God I'm a Country Boy»). Bob invita a Tick, Bernadette y Adam a la casa que comparte con su esposa Cynthia, una mujer filipina con tendencia a abusar del alcohol de la que ya no está enamorado. Bernadette charla animadamente con Bob y descubre que, en sus años de juventud, el mecánico vio uno de sus espectáculos con el grupo Les Girls («A Fine Romance»). Los dos comienzan a sentirse atraídos el uno por el otro. 
Más tarde, en el bar («Thank God I'm A Country Boy (Reprise)»), el trío ofrece una actuación al público del pueblo («Shake Your Groove Thing»), pero son interrumpidos por Cynthia y su número sexual con pelotas de ping-pong («Pop Muzik»). Los tres amigos abandonan el bar, dejando a Bob reflexionando acerca de sus sentimientos («A Fine Romance (Reprise)»). Como Priscilla sigue teniendo problemas técnicos, Bernadette pide a Bob que continúe el viaje con ellos y el mecánico acepta («Girls Just Wanna Have Fun»).
Durante una parada en el pueblo minero de Coober Pedy, Adam se viste de Felicia y sale a conocer hombres («Hot Stuff»), pero acaba recibiendo una paliza por parte de un lugareño llamado Frank. Bernadette acude en su ayuda y logra rescatar a su amigo derribando a Frank de un rodillazo. El incidente provoca un acercamiento entre los dos. Esa misma noche, Bernadette y Bob se quedan dormidos juntos después de haber pasado una velada romántica a la luz de la luna. Tick los encuentra a la mañana siguiente e, inspirado por el pastel abandonado a la intemperie, interpreta el número musical «MacArthur Park».
El trío llega al hotel de Marion en Alice Springs («Boogie Wonderland») y Tick finalmente conoce a Benji ante el asombro de sus amigos. Después de ofrecer su actuación en la que interpretan varias de las canciones ensayadas en la carretera («The Floor Show»), Tick descubre que su hijo ha presenciado el espectáculo y se muestra inseguro ante lo que el niño pueda pensar de él. Sin embargo, Benji acepta sin prejuicios la orientación sexual de su padre y su estilo de vida («Always on My Mind»/«I Say a Little Prayer»). Adam cumple su sueño de interpretar una canción de Madonna en lo alto de Ayers Rock («Like a Prayer») y Bernadette decide dar una oportunidad a su relación con Bob. Los tres amigos se reúnen en la cima de la montaña y comparten sus planes futuros, celebrando los lazos forjados durante el viaje («We Belong»). Como despedida definitiva, la compañía al completo interpreta un medley final de canciones («Finally (Finale)»).

## Producciones

### Australia
Priscilla, reina del desierto tuvo su première mundial el 7 de octubre de 2006 en el Lyric Theatre de Sídney, donde se representó hasta el 2 de septiembre de 2007. Producido por Back Row Productions, Allan Scott, Chugg Entertainment, Specific Films y John Frost, el musical contó con un equipo creativo formado por Simon Phillips en la dirección, Ross Coleman en la coreografía, Brian Thomson en el diseño de escenografía, Tim Chappel y Lizzy Gardiner en el diseño de vestuario (ganadores de un Óscar por su trabajo en la película original), Nick Schlieper en el diseño de iluminación, Michael Waters en el diseño de sonido y Stephen «Spud» Murphy en la supervisión musical. El reparto estuvo liderado por Jeremy Stanford como Tick/Mitzi, Tony Sheldon como Bernadette, Daniel Scott como Adam/Felicia, Michael Caton como Bob, Danielle Barnes, Sophie Carter y Amelia Cormack como las divas, Marney McQueen como Marion, Genevieve Lemon como Shirley, Lena Cruz como Cynthia y Trevor Ashley como Miss Understanding.
Una vez concluida la temporada en Sídney, el espectáculo fue transferido al Regent Theatre de Melbourne entre el 6 de octubre de 2007 y el 27 de abril de 2008, y al Civic Theatre de Auckland, entre el 27 de mayo y el 6 de julio de 2008. Como despedida definitiva de los escenarios australianos, Priscilla regresó al Lyric Theatre de Sídney para realizar una temporada limitada entre el 7 de octubre y el 21 de diciembre de 2008.
En total, la producción original de Priscilla fue vista por más de un millón de espectadores y superó las 750 funciones, convirtiéndose en el musical australiano más exitoso de todos los tiempos. Entre los múltiples reconocimientos que logró se incluyen dos Sydney Theatre Awards y siete nominaciones a los premios Helpmann.

### West End
La buena acogida en Australia y Nueva Zelanda posibilitó el salto al West End londinense, donde debutó el 23 de marzo de 2009 en el Palace Theatre, coproducido por la compañía de Andrew Lloyd Webber, The Really Useful Group, y protagonizado por Jason Donovan como Tick/Mitzi, Tony Sheldon repitiendo como Bernadette, Oliver Thornton como Adam/Felicia, Clive Carter como Bob, Zoe Birkett, Kate Gillespie y Emma Lindars como las divas, Amy Field como Marion, Daniele Coombe como Shirley, Kanako Nakano como Cynthia y Wezley Sebastian como Miss Understanding.
Priscilla se despidió de Londres el 31 de marzo de 2011, después de haber realizado más de 1 000 representaciones durante los casi tres años que permaneció en cartel.

### Broadway
De cara al estreno en Broadway, la actriz Bette Midler se incorporó al equipo de producción y el libreto fue revisado para adaptarlo al público norteamericano. La principal novedad fue la supresión de todas las referencias a Kylie Minogue en favor de Madonna, ya que se consideró que la cantante australiana no era lo suficientemente icónica en Estados Unidos. Esta modificación implicó la inclusión de los números musicales «Material Girl», «Holiday»/«Like a Virgin» y «Like a Prayer» en lugar de los temas de Kylie Minogue presentes en los montajes de Australia y Londres. También se añadieron canciones de otras artistas como The Weather Girls («It's Raining Men») o Cyndi Lauper («True Colors»), y desde entonces todos estos cambios han sido introducidos en la mayoría de las puestas en escena internacionales.
Antes de su llegada a Broadway, Priscilla se representó a modo de prueba en el Princess of Wales Theatre de Toronto entre el 12 de octubre de 2010 y el 2 de enero de 2011. El estreno oficial neoyorquino tuvo lugar el 20 de marzo de 2011 en el Palace Theatre, con funciones previas desde el 28 de febrero y un elenco liderado por Will Swenson como Tick/Mitzi, Tony Sheldon de nuevo como Bernadette, Nick Adams como Adam/Felicia, C. David Johnson como Bob, Jacqueline B. Arnold, Anastacia McCleskey y Ashley Spencer como las divas, Jessica Phillips como Marion, Keala Settle como Shirley, J. Elaine Marcos como Cynthia y Nathan Lee Graham como Miss Understanding.
La producción de Broadway bajó el telón definitivamente el 24 de junio de 2012, tras haber realizado un total de 526 funciones regulares y 23 previas. En la edición de 2011 de los Tony, Priscilla se alzó con el premio al mejor diseño de vestuario y también recibió una nominación para Tony Sheldon en la categoría de mejor actor.

### Argentina
En Argentina, Priscilla, la reina del desierto se representó entre el 5 de febrero y el 31 de agosto de 2014 en el Teatro Lola Membrives de Buenos Aires, con producción de Gabriel García para GRG Producciones y un equipo creativo propio formado por Valeria Ambrosio en la dirección, Elizabeth de Chapeaurouge en la coreografía, Ana Repetto en el diseño de escenografía, René Diviú en el diseño de vestuario, Ariel del Mastro en el diseño de iluminación, Osvaldo Mahler en el diseño de sonido y Gaby Goldman en la dirección musical. El libreto fue traducido por Fernando Masllorens y Federico González del Pino, mientras que la adaptación de las canciones al español corrió a cargo de Marcelo Kotliar.
Protagonizado por Alejandro Paker como Tick/Mitzi, Pepe Cibrián Campoy como Bernadette, Juan Gil Navarro como Adam/Felicia, Omar Calicchio como Bob, Florencia Benítez, Gisela Lepio y Claudia Tejada como las divas, Romina Groppo como Marion, Mirta Wons como Shirley, Sabrina Artaza como Cynthia y Luis Podestá como Miss Understanding, Priscilla fue el gran triunfador de los premios Hugo de 2014 al hacerse con catorce galardones, incluyendo mejor musical.
Tras el cierre en Buenos Aires, el espectáculo fue transferido al Teatro Candilejas de Villa Carlos Paz entre el 26 de diciembre de 2014 y el 1 de marzo de 2015.

### España
2014

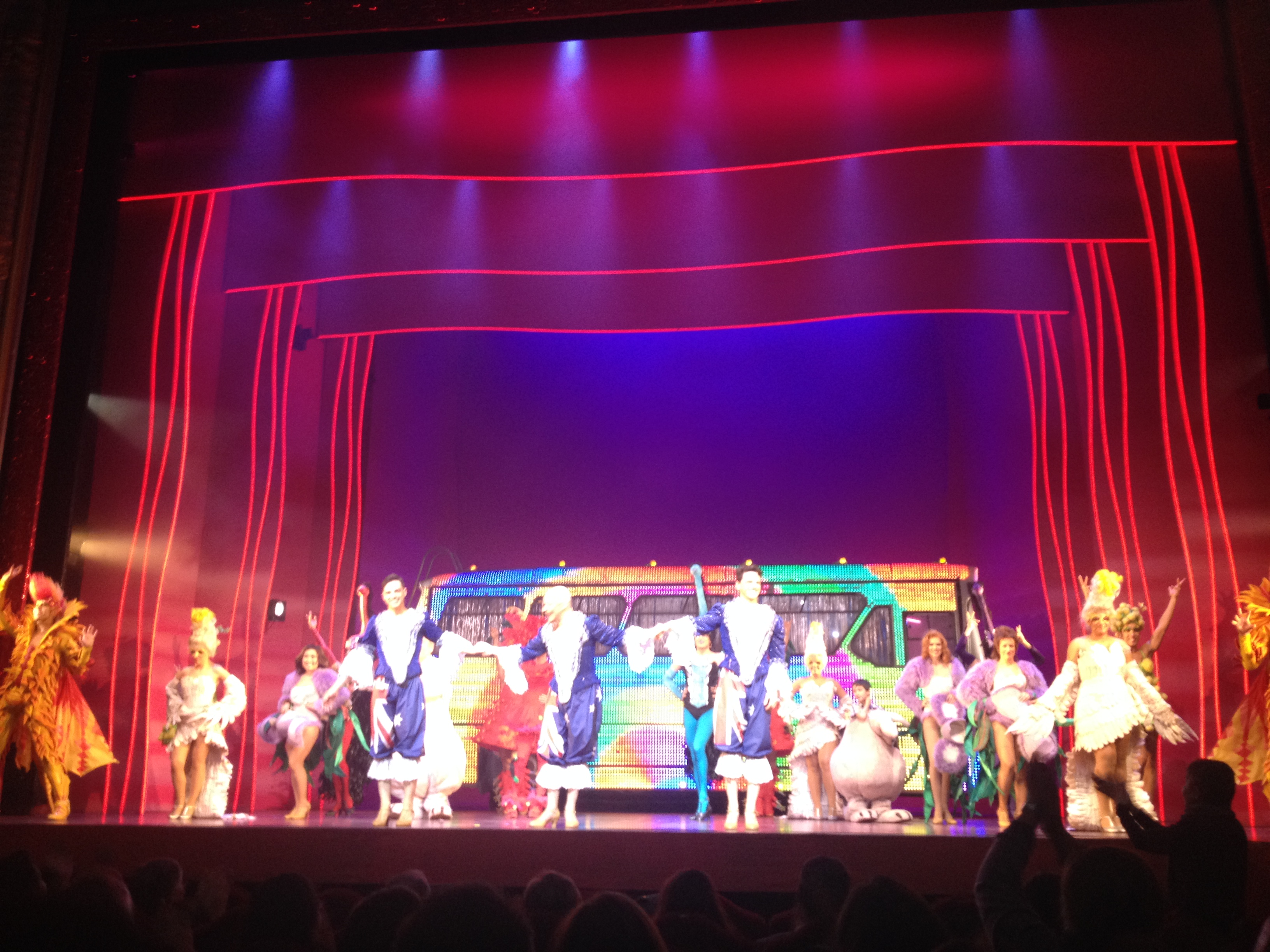
Saludos finales en la producción original de Madrid

El estreno de Priscilla, reina del desierto en España tuvo lugar el 2 de octubre de 2014 en el Nuevo Teatro Alcalá de Madrid, de la mano de SOM Produce en asociación con Nullarbor Productions y MGM On Stage. La versión española fue una réplica exacta del montaje original de Broadway y para ponerla en marcha se invirtieron casi tres millones de euros, incluyendo una remodelación a fondo del Nuevo Teatro Alcalá con el fin de poder albergar un autobús a tamaño real, el mismo que se utilizó en Londres. Dean Bryant, quien ya había estado al frente del espectáculo en otros países, fue el director asociado en España, con Andrew Hallsworth como coreógrafo asociado, Àngel Llàcer como director artístico y Manu Guix y Julio Awad como directores musicales. El diseño de iluminación y sonido corrieron a cargo de Carlos Torrijos y Gastón Briski respectivamente, mientras que el libreto y las letras fueron adaptados al castellano por Miguel Antelo, si bien la mayor parte de las canciones se mantuvieron en su idioma original.
El reparto original estuvo encabezado por Jaime Zatarain como Tick/Mitzi, Mariano Peña y José Luis Mosquera alternándose como Bernadette, Christian Escuredo como Adam/Felicia, David Venancio Muro como Bob, Rossana Carraro, Patricia del Olmo y Aminata Sow como las divas, Susan Martín como Marion, Cristina Rueda como Shirley, Etheria Chan como Cynthia, Alejandro Vera como Jessica Chonda (Miss Understanding), Raúl Maro como Jimmy, Joaquín Fernández como Frank y Pedro Martell como Mery Christmas (Farrah).
Priscilla dijo adiós a Madrid el 28 de febrero de 2016 y a continuación emprendió un tour nacional que dio comienzo el 5 de agosto de 2016 en el Teatro Jovellanos de Gijón y finalizó el 25 de febrero de 2018 en el Teatro Principal de Vitoria, destacando una parada de tres meses en el Teatre Tívoli de Barcelona entre el 26 de octubre de 2016 y el 4 de febrero de 2017. Para facilitar el transporte de una ciudad a otra, la escenografía introdujo pequeñas modificaciones y un autobús más ligero que el que se vio en la capital.
En total, la producción superó las 900 funciones y fue aplaudida por aproximadamente 700 000 espectadores a lo largo de los más de tres años que se mantuvo en cartel.
2024
Un segundo montaje pudo verse entre el 3 de octubre de 2024 y el 18 de enero de 2025 en el Teatre Tívoli de Barcelona, con un elenco liderado por Víctor González como Tick/Mitzi, Sharonne como Bernadette, Daniel Garod como Adam/Felicia, Esteban Oliver como Bob, Rossana Carraro, Anna Lagares y Paula Moncada como las divas, Sara Navacerrada como Marion, Malia Conde como Shirley, Etheria Chan como Cynthia, Raúl Maro como Jessica Chonda (Miss Understanding), Adrián García como Jimmy, Alejandro Molina como Frank y José Gabriel Atienza como Mery Christmas (Farrah). SOM Produce volvió a ser la artífice de este revival que contó con dirección asociada de Pepe Ocio, adaptación al castellano de Miguel Antelo, coreografía asociada de Toni Espinosa y dirección musical de Joan Miquel Pérez.
Una vez completada la estancia en la Ciudad Condal, Priscilla se embarcó en una gira nacional que dio el pistoletazo de salida el 23 de enero de 2025 en el Cartuja Center CITE de Sevilla y concluyó el 6 de abril de 2025 en el Teatro Olympia de Valencia.

### México
El 2 de agosto de 2024 debutó en el Centro Teatral Manolo Fábregas de Ciudad de México, con una producción no réplica dirigida por Joserra Zúñiga y protagonizada por Jesús Zavala como Tick/Mitzi, Alejandra Bogue y Roshell Terranova alternándose como Bernadette, José Peralta como Adam/Felicia, Carlos Orozco Plascencia como Beto (Bob), Carmen Gozz, Cesia Sáenz y Francesca Yarull como las divas, Ana Teresa Martínez como Marion, Adriana del Río como Tita (Shirley), Sofi Rodche como Cynthia y Danito Lasso como Latina Turner (Miss Understanding).

### Otras producciones
Priscilla, reina del desierto se ha representado en numerosos países a lo largo de todo el mundo, incluyendo Alemania, Argentina, Australia, Austria, Brasil, Canadá, China, Corea del Sur, España, Estados Unidos, Filipinas, Finlandia, Francia, Grecia, Israel, Italia, Japón, México Nueva Zelanda, Países Bajos, Polonia, Reino Unido, Singapur, Sudáfrica, Suecia y Suiza. La mayoría de las producciones internacionales conservan las canciones en inglés, aunque en algunos países se traducen ciertos fragmentos al idioma local.
Tras el cierre en Broadway, el espectáculo inició un tour por Estados Unidos que dio comienzo el 8 de enero de 2013 en el Orpheum Theatre de Mineápolis y finalizó el 17 de noviembre de 2013 en el Paramount Theatre de Seattle, con Wade McCollum como Tick/Mitzi, Scott Willis como Bernadette y Bryan West como Adam/Felicia.
En Reino Unido ha salido a la carretera en varias ocasiones. La primera gira arrancó el 9 de febrero de 2013 en la Opera House de Mánchester y terminó el 12 de abril de 2014 en el Theatre Royal de Plymouth. El montaje no fue una réplica exacta de la producción londinense, sino que incorporó los cambios introducidos en la versión de Broadway, exceptuando las canciones de Madonna.
En octubre de 2015, Priscilla debutó en el barco Norwegian Epic de la compañía de cruceros Norwegian Cruise Line, como parte de su programación de espectáculos de Broadway.

## Números musicales
Producciones originales de Australia y el West End
| Acto I - «Overture» — Orquesta - «Downtown» — Divas, compañía - «I've Never Been to Me» — Tick, Divas - «What's Love Got to Do with It?» — Miss Understanding - «Don't Leave Me This Way» † — Bernadette, Tick, compañía - «Venus» — Felicia, chicos - «Go West» — Adam, Tick, Bernadette, compañía - «I Say a Little Prayer» — Tick, Divas - «I Love the Nightlife» † — Shirley, Bernadette, Mitzi, Felicia, compañía - «Both Sides, Now» — Bernadette, Adam, Tick - «Follie! Delirio vano è questo! Sempre libera» (de La traviata) — Felicia, Divas - «Colour My World» — Adam, Tick, Bernadette, compañía - «I Will Survive» — Bernadette, Adam, Tick, Jimmy, compañía | Acto II - «Thank God I'm a Country Boy» — Compañía - «A Fine Romance» — Joven Bernadette, Les Girls - «Shake Your Groove Thing» — Mitzi, Bernadette, Felicia, Divas - «Pop Muzik» — Cynthia, compañía - «A Fine Romance (Reprise)» — Bob - «Girls Just Want to Have Fun» — Divas, Adam - «Hot Stuff» — Felicia, Divas, Bernadette - «MacArthur Park» — Bernadette, Tick, Adam, compañía - «Boogie Wonderland» — Marion, compañía - «The Morning After» — Mitzi, Bernadette, Felicia, Divas - «Go West (Reprise)» * — Adam - «Always on My Mind» — Tick, Benji - «Confide in Me» ^ — Felicia - «We Belong» — Mitzi, Felicia, Bernadette - «Finally»/«Shake Your Groove Thing»/«Hot Stuff»/«I Love the Nightlife»/«I Will Survive» – Compañía |

† En el West End, «I Say a Little Prayer» fue movido de lugar y pasó a ser interpretado por Tick después de «What's Love Got to Do with It?», aunque también se incluyó un reprise de la canción en su ubicación original.
* Reemplazado por «Come Into My World» en el West End.
^ Incluido como parte de un medley de canciones de Kylie Minogue en el West End.

Producciones originales de Broadway y España
| Acto I - «Overture» — Orquesta - «It's Raining Men» — Divas, Tick, compañía - «What's Love Got to Do with It? – Miss Understanding - «I Say a Little Prayer» — Tick - «Don't Leave Me This Way» — Bernadette, Tick, compañía - «Material Girl» — Felicia, chicos - «Go West» — Adam, Tick, Bernadette, compañía - «Holiday»/«Like a Virgin» * — Adam, Tick, Bernadette - «I Say a Little Prayer (Reprise)» — Tick, Divas - «I Love the Nightlife» — Shirley, Bernadette, Mitzi, Felicia, compañía - «True Colors» — Bernadette, Felicia, Mitzi - «Follie! Delirio vano è questo! Sempre libera» (de La traviata) — Felicia, Divas - «Colour My World» — Adam, Tick, Bernadette, compañía - «I Will Survive» — Bernadette, Felicia, Mitzi, Jimmy, compañía | Acto II - «Thank God I'm a Country Boy» * — Compañía - «A Fine Romance» — Joven Bernadette, Les Girls - «Thank God I'm a Country Boy (Reprise)» * — Compañía - «Shake Your Groove Thing» — Mitzi, Bernadette, Felicia, Divas - «Pop Muzik» — Cynthia, compañía - «A Fine Romance (Reprise)» — Bob - «Girls Just Want to Have Fun» — Adam, Divas - «Hot Stuff» — Felicia, Divas, Bernadette - «MacArthur Park» — Bernadette, Tick, Divas, compañía - «Boogie Wonderland» * — Compañía - «The Floor Show» * — Mitzi, Bernadette, Felicia, compañía - «Always on My Mind»/«I Say a Little Prayer» — Tick, Benji - «Like a Prayer» — Felicia, compañía - «We Belong» — Mitzi, Felicia, Bernadette, compañía - «Finally (Finale)» — Compañía |

* Canción no incluida en el álbum grabado por el reparto original de Broadway.

## Repartos originales
| Personaje                 | Australia (2006)                                  | West End (2009)                                     | Broadway (2011)                                         | Argentina (2014)                              | España (2014)                                                 | México (2024)                               | España (2024)                                    |
| Tick (Mitzi)              | Jeremy Stanford                                   | Jason Donovan                                       | Will Swenson                                            | Alejandro Paker                               | Jaime Zatarain                                                | Jesús Zavala                                | Víctor González                                  |
| Bernadette                | Tony Sheldon                                      | Tony Sheldon                                        | Tony Sheldon                                            | Pepe Cibrián Campoy                           | Mariano Peña José Luis Mosquera                               | Alejandra Bogue Roshell Terranova           | Sharonne                                         |
| Adam (Felicia)            | Daniel Scott                                      | Oliver Thornton                                     | Nick Adams                                              | Juan Gil Navarro                              | Christian Escuredo                                            | José Peralta                                | Daniel Garod                                     |
| Bob                       | Michael Caton                                     | Clive Carter                                        | C. David Johnson                                        | Omar Calicchio                                | David Venancio Muro                                           | Carlos Orozco Plascencia                    | Esteban Oliver                                   |
| Divas                     | Danielle Barnes Sophie Carter Amelia Cormack      | Zoe Birkett Kate Gillespie Emma Lindars             | Jacqueline B. Arnold Anastacia McCleskey Ashley Spencer | Florencia Benítez Gisela Lepio Claudia Tejada | Rossana Carraro Patricia del Olmo Aminata Sow                 | Carmen Gozz Cesia Sáenz Francesca Yarull    | Rossana Carraro Anna Lagares Paula Moncada       |
| Marion                    | Marney McQueen                                    | Amy Field                                           | Jessica Phillips                                        | Romina Groppo                                 | Susan Martín                                                  | Ana Teresa Martínez                         | Sara Navacerrada                                 |
| Shirley                   | Genevieve Lemon                                   | Daniele Coombe                                      | Keala Settle                                            | Mirta Wons                                    | Cristina Rueda                                                | Adriana del Río                             | Malia Conde                                      |
| Cynthia                   | Lena Cruz                                         | Kanako Nakano                                       | J. Elaine Marcos                                        | Sabrina Artaza                                | Etheria Chan                                                  | Sofi Rodche                                 | Etheria Chan                                     |
| Miss Understanding        | Trevor Ashley                                     | Wezley Sebastian                                    | Nathan Lee Graham                                       | Luis Podestá                                  | Alejandro Vera                                                | Danito Lasso                                | Raúl Maro                                        |
| Jimmy                     | Kirk Page                                         | Tristan Temple                                      | James Brown III                                         | Juan José Marco                               | Raúl Maro                                                     | Otto Luzardo                                | Adrián García                                    |
| Frank                     | Ben Lewis                                         | John Brannoch                                       | Mike McGowan                                            | Pablo Juin                                    | Joaquín Fernández                                             | Santi Ulloa                                 | Alejandro Molina                                 |
| Farrah / Joven Bernadette | Damien Ross                                       | Steven Cleverley                                    | Steve Schepis                                           | Daniela Pantano                               | Pedro Martell                                                 | Ervey Ortegón                               | José Gabriel Atienza                             |
| Benji                     | Joshua Arkey Alec Epsimos Rowan Scott Joel Slater | Gene Goodman Red Walker Cameron Sayers Darius Caple | Luke Mannikus Ashton Woerz                              | Tadeo Viano Xavier Nazar                      | Álvaro Balas Samuel Gómez Miguel Millán Dani Nieto José Seguí | Ricardo Galina Andrés Ruanova Nick Martínez | Nil Altimira Cesc Buil Aleix Guasch Enzo Linares |

Reemplazos destacados en la producción argentina
- Bernadette: Moria Casán
- Adam (Felicia): Diego Ramos
- Bob: Jorge Priano
- Divas: Silvina Nieto, Maia Contreras, Natalia Volonnino
- Shirley: Georgina Barbarossa, Moria Casán, Kari Hernández
- Cynthia: Jess Abouchain

Reemplazos destacados en la producción española de 2014
- Bernadette: Armando Pita
- Adam (Felicia): Álex Chávarri
- Bob: Juan Carlos Martín, José Navar, Albert Muntanyola
- Divas: Susan Martín, Teresa Ferrer, Sylvia Parejo, Ana Dachs, Lula Guedes
- Marion: Teresa Ferrer
- Miss Understanding: Ricardo Mata, Albert Bolea
- Jimmy: Chema Zamora, Pau Quero
- Frank: Raúl Pardo
- Farrah / Joven Bernadette: Joan Salas

Reemplazos destacados en la producción mexicana
- Tick (Mitzi): Rogelio Suárez
- Bob: Abel Fernando

Reemplazos destacados en la producción española de 2024
- Cynthia: Lilian Cavale

## Grabaciones
Hasta la fecha se han editado los álbumes grabados por los elencos de Australia (2007), Broadway (2011) y Francia (2017).
El álbum original de Broadway fue publicado por Rhino Records el 15 de marzo de 2011 e incluye todos los cambios realizados para el estreno neoyorquino, aunque deja fuera algunas canciones como «Holiday», «Like a Virgin», «Thank God I'm a Country Boy», «Boogie Wonderland» y «The Floor Show».

## Controversia por el uso de música pregrabada
La utilización de una sección de cuerda pregrabada en la producción de Broadway provocó un enfrentamiento con la American Federation of Musicians, que acusó a los responsables del espectáculo de engañar al público privándolo de parte de la riqueza de una orquesta en directo por ahorrar costes. Los productores de Priscilla se defendieron argumentando que la propia naturaleza del musical exigía el uso de bases pregrabadas para conseguir el sonido disco requerido. Scott Frankel, miembro de la AFM y autor de la partitura de Grey Gardens, declaró al respecto: «Lo más especial de ver un musical de Broadway, más que en cualquier otra disciplina artística, es la interacción entre los músicos de la orquesta y los intérpretes sobre el escenario. El abuso de música grabada debería ser cuestionado como mínimo».

## Premios y nominaciones

### Producción original australiana
| Año  | Premio               | Categoría                                             | Nominado                                              | Resultado |
| ---- | -------------------- | ----------------------------------------------------- | ----------------------------------------------------- | --------- |
| 2008 | Sydney Theatre Award | Mejor producción de un musical                        | Mejor producción de un musical                        | Ganador   |
| 2008 | Sydney Theatre Award | Mejor actor en un musical                             | Todd McKenney                                         | Nominado  |
| 2008 | Sydney Theatre Award | Mejor actor en un musical                             | Tony Sheldon                                          | Ganador   |
| 2008 | ARIA Music Award     | Mejor banda sonora original o álbum de teatro musical | Mejor banda sonora original o álbum de teatro musical | Nominado  |

### Producción original del West End
| Año  | Premio        | Categoría                 | Nominado                    | Resultado |
| ---- | ------------- | ------------------------- | --------------------------- | --------- |
| 2010 | Olivier Award | Mejor musical nuevo       | Mejor musical nuevo         | Nominado  |
| 2010 | Olivier Award | Mejor actor en un musical | Tony Sheldon                | Nominado  |
| 2010 | Olivier Award | Mejor diseño de vestuario | Tim Chappel, Lizzy Gardiner | Ganadores |

### Producción original de Broadway
| Año  | Premio                     | Categoría                                 | Nominado                        | Resultado |
| ---- | -------------------------- | ----------------------------------------- | ------------------------------- | --------- |
| 2011 | Tony Award                 | Mejor actor en un musical                 | Tony Sheldon                    | Nominado  |
| 2011 | Tony Award                 | Mejor diseño de vestuario                 | Tim Chappel, Lizzy Gardiner     | Ganadores |
| 2011 | Drama Desk Award           | Mejor musical                             | Mejor musical                   | Nominado  |
| 2011 | Drama Desk Award           | Mejor libreto de un musical               | Allan Scott, Stephan Elliott    | Nominados |
| 2011 | Drama Desk Award           | Mejor actor en un musical                 | Tony Sheldon                    | Nominado  |
| 2011 | Drama Desk Award           | Mejor diseño de vestuario                 | Tim Chappel, Lizzy Gardiner     | Ganadores |
| 2011 | Outer Critics Circle Award | Mejor musical de Broadway nuevo           | Mejor musical de Broadway nuevo | Nominado  |
| 2011 | Outer Critics Circle Award | Mejor actor en un musical                 | Tony Sheldon                    | Nominado  |
| 2011 | Outer Critics Circle Award | Mejor diseño de vestuario                 | Tim Chappel, Lizzy Gardiner     | Ganadores |
| 2011 | Outer Critics Circle Award | Mejor coreografía                         | Ross Coleman                    | Nominado  |
| 2011 | Drama League Award         | Mejor producción de un musical            | Mejor producción de un musical  | Nominado  |
| 2011 | Astaire Award              | Mejor bailarín en un musical de Broadway  | Nick Adams                      | Nominado  |
| 2011 | Astaire Award              | Mejor bailarina en un musical de Broadway | J. Elaine Marcos                | Nominada  |
| 2011 | Theatre World Award        | Theatre World Award                       | Tony Sheldon                    | Ganador   |

### Producción original argentina
| Año  | Premio                         | Categoría                                           | Nominado                        | Resultado |
| ---- | ------------------------------ | --------------------------------------------------- | ------------------------------- | --------- |
| 2014 | Premios Hugo al Teatro Musical | Lo mejor de la temporada (Hugo de Oro)              | Pepe Cibrián Campoy             | Ganador   |
| 2014 | Premios Hugo al Teatro Musical | Mejor musical                                       | Mejor musical                   | Ganador   |
| 2014 | Premios Hugo al Teatro Musical | Mejor dirección general                             | Valeria Ambrosio                | Ganadora  |
| 2014 | Premios Hugo al Teatro Musical | Mejor dirección musical                             | Gaby Goldman                    | Ganador   |
| 2014 | Premios Hugo al Teatro Musical | Mejor coreografía                                   | Elizabeth de Chapeaurouge       | Nominada  |
| 2014 | Premios Hugo al Teatro Musical | Mejor adaptación y/o traducción de libro y/o letras | Marcelo Kotliar                 | Ganador   |
| 2014 | Premios Hugo al Teatro Musical | Mejor actuación protagonista masculina              | Pepe Cibrián Campoy             | Ganador   |
| 2014 | Premios Hugo al Teatro Musical | Mejor actuación protagonista masculina              | Alejandro Paker                 | Nominado  |
| 2014 | Premios Hugo al Teatro Musical | Mejor actuación protagonista masculina              | Juan Gil Navarro                | Nominado  |
| 2014 | Premios Hugo al Teatro Musical | Mejor actuación de reparto masculina                | Omar Calicchio                  | Nominado  |
| 2014 | Premios Hugo al Teatro Musical | Mejor actuación de reparto femenina                 | Sabrina Artaza                  | Ganadora  |
| 2014 | Premios Hugo al Teatro Musical | Mejor actuación de reparto femenina                 | Florencia Benítez               | Ganadora  |
| 2014 | Premios Hugo al Teatro Musical | Mejor interpretación masculina en ensamble          | Adrián Scaramella               | Nominado  |
| 2014 | Premios Hugo al Teatro Musical | Mejor interpretación masculina en ensamble          | Esteban Provenzano              | Ganador   |
| 2014 | Premios Hugo al Teatro Musical | Mejor interpretación femenina en ensamble           | Jimena González                 | Ganadora  |
| 2014 | Premios Hugo al Teatro Musical | Mejor interpretación femenina en ensamble           | Daniela Pantano                 | Nominada  |
| 2014 | Premios Hugo al Teatro Musical | Mejor producción integral                           | Gabriel García, Daniel Vercelli | Ganadores |
| 2014 | Premios Hugo al Teatro Musical | Revelación masculina                                | Luis Podestá                    | Ganador   |
| 2014 | Premios Hugo al Teatro Musical | Mejor diseño de vestuario original                  | René Diviú                      | Ganador   |
| 2014 | Premios Hugo al Teatro Musical | Mejor diseño de escenografía original               | Ana Repetto                     | Nominada  |
| 2014 | Premios Hugo al Teatro Musical | Mejor diseño de sonido original                     | Osvaldo Mahler                  | Ganador   |

### Producción original española
| Año  | Premio                    | Categoría                     | Nominado                        | Resultado |
| ---- | ------------------------- | ----------------------------- | ------------------------------- | --------- |
| 2015 | Premio del Teatro Musical | Mejor musical                 | Mejor musical                   | Ganador   |
| 2015 | Premio del Teatro Musical | Mejor dirección de escena     | Dean Bryant                     | Nominado  |
| 2015 | Premio del Teatro Musical | Mejor dirección musical       | Manu Guix, Julio Awad           | Nominados |
| 2015 | Premio del Teatro Musical | Mejor coreografía             | Ross Coleman, Andrew Hallsworth | Nominados |
| 2015 | Premio del Teatro Musical | Mejor escenografía            | Brian Thomson                   | Nominado  |
| 2015 | Premio del Teatro Musical | Mejor diseño de iluminación   | Nick Schlieper, Carlos Torrijos | Nominados |
| 2015 | Premio del Teatro Musical | Mejor diseño de sonido        | Michael Waters, Gastón Briski   | Nominados |
| 2015 | Premio del Teatro Musical | Mejor maquillaje y peluquería | Cassie Haldon                   | Ganadora  |
| 2015 | Premio del Teatro Musical | Mejor figurinista             | Tim Chappel, Lizzy Gardiner     | Ganadores |
| 2015 | Premio del Teatro Musical | Mejor actor protagonista      | Jaime Zatarain                  | Nominado  |
| 2015 | Premio del Teatro Musical | Mejor actriz de reparto       | Noemí Gallego                   | Nominada  |
| 2015 | Premio del Teatro Musical | Mejor actor de reparto        | José Navar                      | Nominado  |
| 2015 | Premio del Teatro Musical | Mejor actor de reparto        | Víctor González                 | Nominado  |
| 2015 | Premio del Teatro Musical | Actor revelación              | Christian Escuredo              | Ganador   |